# 塩屋北町
塩屋北町（しおやきたまち）は、兵庫県神戸市垂水区の町名。一丁目から四丁目がある。郵便番号は655-0863。

## 地理
区の南東部に位置する住宅地域である。東、西、北は下畑町、南は塩屋台に接している。住居表示が実施されている。四丁目に神戸市立塩屋北小学校がある。すぐ北に兵庫県道21号神戸明石線が通る。

## 歴史
1974年（昭和49年）から1979年（昭和54年）にかけて開発が行われた。1983年（昭和58年）に、住居表示実施とともに下畑町字青畑・栢谷（かいだに）・南山・西砂山・大丸山などの各一部から成立した。開発当時は「塩屋柏台」と呼ばれていた。栢谷の頭の字をとり、栢の俗字「柏」から名づけられたと思われる。柏台西公園周辺から塩屋谷川にかけてが栢谷であった。公園名・バス停留所名などにその名残を見ることができる。

### 町名の変遷
| 実施後         | 実施年月日             | 実施前（各小字ともその一部）                         |
| -------------- | ---------------------- | ---------------------------------------------------- |
| 塩屋北町一丁目 | 1983年（昭和58年）11月 | 下畑町字青畑、字栢谷、字南山、字西砂山、字大丸山など |
| 塩屋北町二丁目 | 1983年（昭和58年）11月 | 下畑町字青畑、字栢谷、字南山、字西砂山、字大丸山など |
| 塩屋北町三丁目 | 1983年（昭和58年）11月 | 下畑町字青畑、字栢谷、字南山、字西砂山、字大丸山など |
| 塩屋北町四丁目 | 1983年（昭和58年）11月 | 下畑町字青畑、字栢谷、字南山、字西砂山、字大丸山など |

## 世帯数と人口
2021年（令和3年）12月31日現在の世帯数と人口は以下の通りである。
| 町丁           | 世帯数    | 人口    |
| -------------- | --------- | ------- |
| 塩屋北町一丁目 | 305世帯   | 821人   |
| 塩屋北町二丁目 | 287世帯   | 776人   |
| 塩屋北町三丁目 | 244世帯   | 529人   |
| 塩屋北町四丁目 | 295世帯   | 653人   |
| 計             | 1,131世帯 | 2,779人 |

## 小・中学校の校区
市立小・中学校に通う場合、校区は以下の通りとなる。
| 丁目   | 番   | 小学校               | 中学校             |
| ------ | ---- | -------------------- | ------------------ |
| 一丁目 | 全域 | 神戸市立塩屋北小学校 | 神戸市立塩屋中学校 |
| 二丁目 | 全域 | 神戸市立塩屋北小学校 | 神戸市立塩屋中学校 |
| 三丁目 | 全域 | 神戸市立塩屋北小学校 | 神戸市立塩屋中学校 |
| 四丁目 | 全域 | 神戸市立塩屋北小学校 | 神戸市立塩屋中学校 |

## 交通
山陽バスは垂水東口を発着し松風台から町内に入るコミュニティ循環路線を運行している。神戸市営バスは地域と神戸市営地下鉄西神・山手線の妙法寺駅とを接続する路線を運行している。また、近隣の下畑町のバス停からJR神戸線の須磨駅に接続するバスを利用することも出来る。
塩屋駅方面へは、2017年（平成29年）4月より、「塩屋コミュニティバスを走らせる会」が運行主体、山陽タクシーが運行事業者となり、タクシー車両を使用したコミュニティバス「しおかぜ」の本格運行を始めた。

### バス
柏台、塩屋北福祉センター、青畑公園、柏台西公園、塩屋北町、塩屋北小学校の各停留所がある。
| 系統 | 起点       | 経由バス停                   | 終点       |
| ---- | ---------- | ---------------------------- | ---------- |
| 88   | 妙法寺駅前 | 多井畑厄神 清玄町 多井畑厄神 | 妙法寺駅前 |

| 系統 | 起点     | 経由バス停      | 終点     |
| ---- | -------- | --------------- | -------- |
| 30   | 垂水東口 | 松風台 塩屋北町 | 垂水東口 |

## 施設
教育
- 神戸市立塩屋北小学校 - 塩屋北町四丁目10番1号

公共
- 市立塩屋北福祉センター
- 塩屋柏台自治会館